# Соціально-психологічний факультет Житомирського державного університету
Соціально-психологічний факультет створено 28 серпня 2003 року. Тут здобувають вищу освіту студенти за такими спеціальностями: 
- «Психологія»;
- «Менеджмент»;
- «Соціологія»;
- «Соціальна робота»;
- «Маркетинг»

## Історія
Соціально-психологічний факультет свої витоки веде від кафедри педагогіки і психології, яка була створена у 1944 році. Це був згуртований колектив, який зумів підняти психологічну підготовку майбутніх педагогів на належний рівень, про що свідчить робота під керівництвом доцента В.К. Харкевича, який у 1962 році обладнав на кафедрі лабораторію експериментальної психології, сконструював установку для вивчення вищої нервової діяльності людини, пальцевий кінестезіометр і ще кілька приладів. З 1975 року, коли кафедру педагогіки і психології очолив Л.І. Кобзар, викладачі зосередилася на проблемі психологічної підготовки студентів до виховної роботи в школі. За результатами досліджень опубліковано ряд методичних рекомендацій. Доценти Л.І. Кобзар та М.М. Заброцький стали співавторами навчального посібника “Педагогічна психологія”. У 1983 році було створено кафедру психології, яку очолювали доценти П.С. Горностай, Є.І. Шарова, Л.П. Виговська, О.Л. Музика. Викладачі кафедри психології у цей час наполегливо працювали над поліпшенням навчально-методичного забезпечення навчального процесу. З 2003 по 2013 рік факультет очолює професор О.Л. Музика. З 2013 по 2016 рік факультет очолювала доктор психологічних наук, професор Лариса Петрівна Журавльова. У липні-жовтні 2016 року обов'язки декана виконувала кандидат психологічних наук, доцент Наталія Федорівна Портницька. З листопада 2017 по жовтень 2018 року факультет очолювала кандидат економічних наук, доцент Тетяна Вікторівна Боцян. З жовтня 2018 року і нині факультет очолює кандидат психологічних наук, доцент Ірина Миколаївна Тичина.

## Деканат
- Ірина Миколаївна Тичина

декан соціально-психологічного факультету,
кандидат психологічних наук, доцент
- Ірина Олександрівна Пойта

заступник декана з навчально-методичної роботи
кандидат економічних наук, доцент
- Інна Миколаївна Палько

заступник декана з організаційно-виховної роботи
старший викладач кафедри соціальних технологій
- Ольга Ігорівна Кисла

секретар факультету
- Аня Вадимівна Горпинич

методист заочної форми навчання

## Підрозділи
Сучасний факультет складається з 5 кафедр, відділення лабораторії психології творчості Інституту психології ім. Г.С. Костюка АПН України (керівник – дійсний член АПН України, професор В.О. Моляко).

### Кафедра соціальної та практичної психології
обов'язки завідувача виконує доктор психологічних наук, професор Лариса Петрівна Журавльова, – випускова для спеціальності «Психологія», «Практична психологія», (освітній рівень "Магістр", "Доктор філософії")

### Кафедра психології розвитку та консультування
обов'язки завідувача виконує кандидат психологічних наук, доцент Наталія Федорівна Портницька, – випускова для спеціальності «Психологія», «Практична психологія», (освітній рівень "Бакалавр")

### Кафедра загальної, вікової та педагогічної психології
Кафедра загальної, вікової та педагогічної психології   є молодою; вона заснована 2 червня 2001 року на основі поділу кафедри психології. Очолила кафедру  доцент С.М. Дмитрієва.

### Кафедра соціальних технологій
Підготовка соціальних педагогів була розпочата в Житомирському державному університеті імені Івана Франка з 1996 року на базі філологічного факультету (спеціальність «Українська мова і література та соціальна педагогіка»). У серпні 2001 року було створено кафедру педагогічної майстерності та соціальної педагогіки, яку очолила кандидат педагогічних наук, доцент Наталія Андріївна Сейко. З 1 листопада 2003 року кафедру очолила кандидат педагогічних наук, доцент Світлана Миколаївна Коляденко. У цьому ж році кафедра увійшла до складу новоствореного соціально-психологічного факультету. У 2004 році було відкрито магістратуру за спеціальністю «Соціальна педагогіка». Нині на кафедрі працюють 17 викладачів, серед них 2 доктора педагогічних наук,  5 кандидатів наук,  які забезпечують викладання 43 дисциплін. Склад кафедри: доктор педагогічних наук, професор Світлана Валеріївна Лісова, доктор педагогічних наук, доцент Наталія Андріївна Сейко, кандидати педагогічних наук, доценти – Світлана Миколаївна Коляденко, Ольга Володимирівна Ілліна; доценти кафедри Інна Володимирівна Літяга,  Надія Павлівна, Олена Леонідівна Остапчук, старший викладач Інна Миолаївна Палько, асистенти Сергій Андрійович Товщик.

### Кафедра економіки, менеджменту та маркетингу
Кафедра економіки та менеджменту (завідувачка – доцент Ольга Іванівна Вікарчук) як випускаюча зі спеціальності „Менеджмент організацій” спеціалізація „Менеджмент персоналу” була створена в 2003 році. Впродовж періоду свого існування кафедра готує фахівців з менеджменту персоналу для організаційно-управлінських, адміністративно-господарських та інформаційно-аналітичних підрозділів суб’єктів господарської діяльності.

## СУНП "Універсум"
Система управління навчальним процесом „УНІВЕРСУМ” (СУНП „УНІВЕРСУМ”) розроблена для традиційної та кредитно-модульної системи навчання. Впроваджена на соціально-психологічному факультеті Житомирського державного університету імені Івана Франка. СУНП „УНІВЕРСУМ” розроблена на основі вільнопоширюваної СУБД Microsoft SQL Server Desktop Engine та технології генерування динамічних вебсторінок.
Система управління навчальним процесом „Універсум” розроблена під керівництвом декана соціально-психологічного факультету, кандидата психологічних наук, професора Олександра Леонідовича Музики. Програмою користуються працівники деканату, викладачі та студенти соціально-психологічного факультету